# Strada europea E201
La strada europea E201  è una strada di classe B, lunga 173 km, il cui percorso si trova completamente in territorio irlandese e dalla designazione con l'ultimo numero dispari si può evincere che il suo sviluppo è in direzione nord-sud.
Collega le città di Cork e di Port Laoise, e corrisponde alla strada nazionale irlandese N8. Il suo percorso unisce gli itinerari europei E20 e E30.